# 丹麥—韓國關係

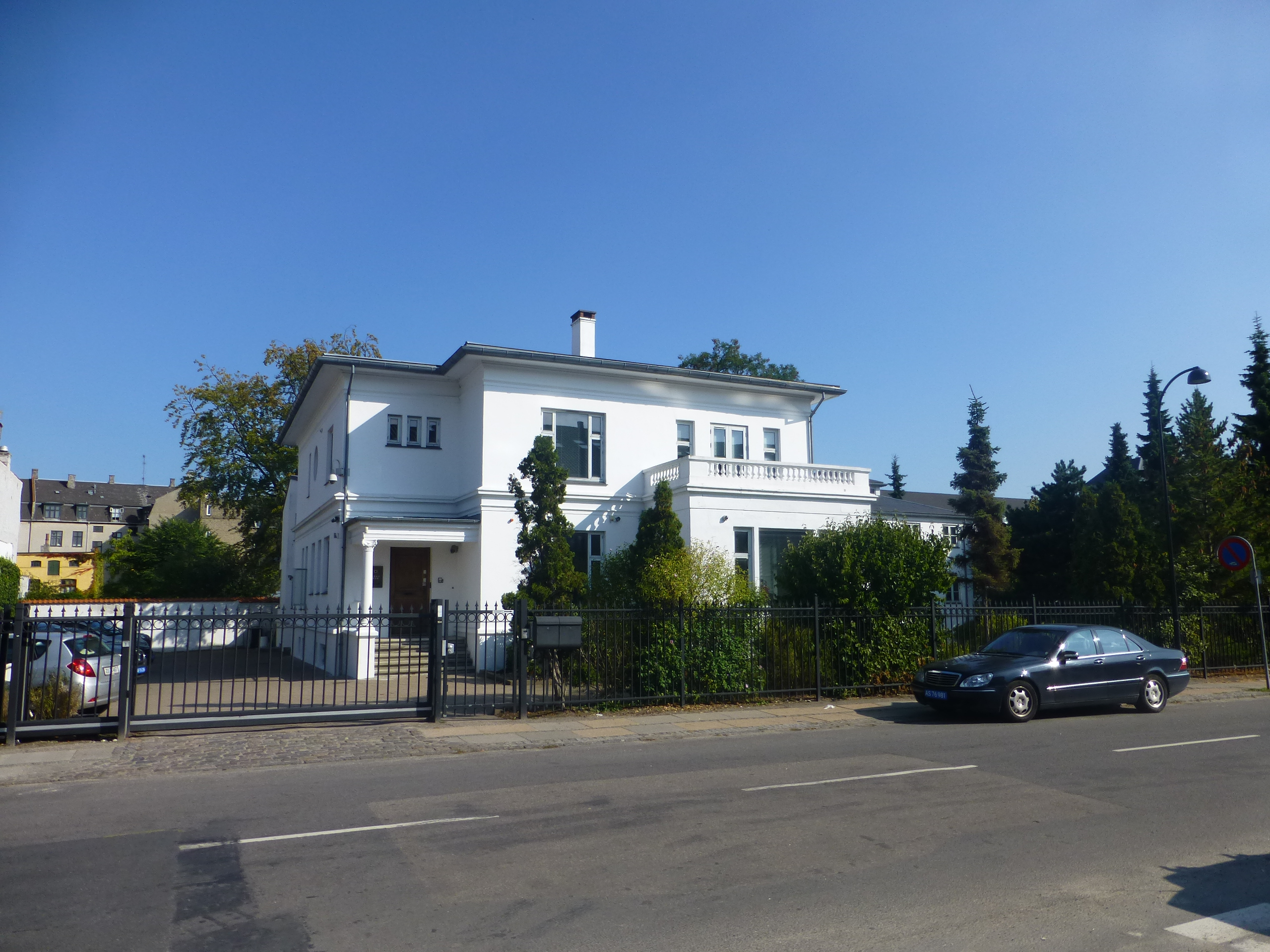
丹麥哥本哈根的韓國大使館。

丹麥–韓國關係泛指丹麥與大韓民國之間歷史上及現今的雙邊關係。兩國於1959年3月11日建交，此后两国关系友好发展。丹麥在首爾設有大使館  韓國在哥本哈根亦設有大使館。

## 歷史

### 大韩帝国时期
1902年7月15日，丹麥和大韓帝國的代表談判達成了《修好通商条约》。1910年，因為日韓合併，大韩帝国与丹麦的正式外交关系中止。

### 韓戰时期
1950年6月25日，朝鲜战争爆发后，丹麥同意参加联合国军的医疗队，並向在韓國的盟軍提供人道主義支持，派出一艘醫療船前往韓國。1950年秋天，寶隆洋行再次同意將這艘船交由丹麥政府支配，当时它正在前往美国紐約的途中。丹麥随后負責將MS Jutlandia號改裝為現代醫院船，並將其委託給韓國。

### 建交以后
1959年3月11日，韓國与丹麥建立邦交，此后双边关系友好发展。在朴正熙统治时期，大量韓國儿童被送往海外供人領養，丹麦也是主要的孤兒接受国之一，共有9,000名韩裔儿童被丹麦的家庭收养。